# Коаксиальный кабель
Коаксиа́льный ка́бель (от лат. co — совместно и axis — ось, то есть соосный; разговорное коаксиал от англ. coaxial) — электрический кабель, состоящий из центрального проводника и экрана, расположенных соосно и разделённых изоляционным материалом или воздушным промежутком. Используется для передачи радиочастотных электрических сигналов. Отличается от экранированного провода, применяемого для передачи постоянного электрического тока и низкочастотных сигналов, более однородным в направлении продольной оси сечением (форма поперечного сечения, размеры и значения электромагнитных параметров материалов нормированы) и применением более качественных материалов для электропроводников и изоляции. Изобретён и запатентован в 1880 году британским физиком Оливером Хевисайдом.

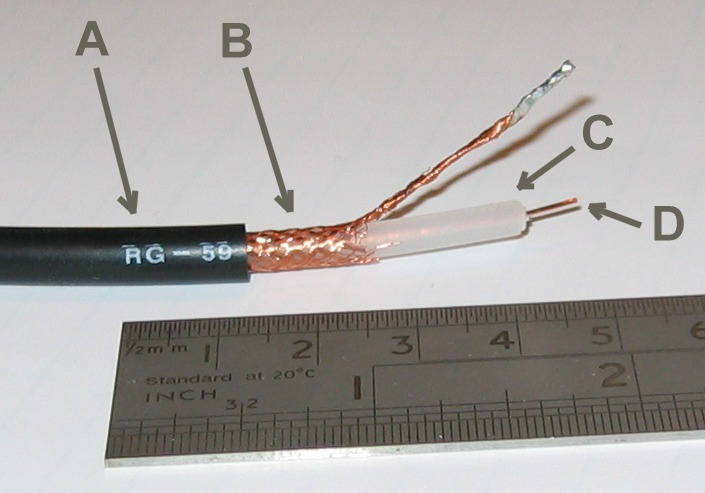
«Телевизионный» коаксиальный кабель типа RG-59, применяемый для подключения антенны к телевизионному приемнику

Устройство коаксиального кабеля
1 — внутренний проводник (токопроводящая жила),
2 — изоляция (сплошной полиэтилен),
3 — внешний проводник (экран),
4 — оболочка (светостабилизированный полиэтилен)

## Устройство
Коаксиальный кабель (см. рисунок) состоит из:
- 4 (A) — оболочки (служит для изоляции и защиты от внешних воздействий) из светостабилизированного (то есть устойчивого к ультрафиолетовому излучению солнца) полиэтилена, поливинилхлорида, повива фторопластовой ленты или иного изоляционного материала;
- 3 (B) — внешнего проводника (экрана) в виде оплетки, фольги, покрытой слоем алюминия плёнки и их комбинаций, а также гофрированной трубки, повива металлических лент и др. из меди, медного или алюминиевого сплава;
- 2 (C) — изоляции, выполненной в виде сплошного (полиэтилен, вспененный полиэтилен, сплошной фторопласт, фторопластовая лента и т. п.) или полувоздушного (кордельно-трубчатый повив, шайбы и др.) диэлектрического заполнения, обеспечивающей постоянство взаимного расположения (соосность) внутреннего и внешнего проводников;
- 1 (D) — внутреннего проводника в виде одиночного прямолинейного (как на рисунке) или свитого в спираль провода, многожильного провода, трубки, выполняемых из меди, медного сплава, алюминиевого сплава, омеднённой стали, омеднённого алюминия, посеребрённой меди и т. п.

В отличие от линий передачи открытого типа (например, двухпроводной линии), благодаря наличию экранного проводника оба компонента электромагнитного поля электромагнитной волны и переносимый волной поток радиочастотной мощности полностью сосредоточены в пространстве между проводниками (в слое изоляции) и не выходят за пределы кабеля. Эта особенность конструкции коаксиального кабеля исключает потери мощности электромагнитной волны на излучение электромагнитных волн в окружающее пространство и, наоборот, защищает кабель от проникновения внутрь электромагнитных наводок извне. В реальных кабелях наблюдается незначительный выход излучения наружу и чувствительность к наводкам, характеризуемая радиогерметичностью.

## История создания
- 1855 год — Уильям Томсон рассматривает коаксиальный кабель и получает формулу для погонной ёмкости.[2]
- 1880 год — Оливер Хевисайд получает британский патент № 1407 на коаксиальный кабель.[3]
- 1884 год — фирма Siemens & Halske патентует коаксиальный кабель в Германии (патент № 28978, 27 марта 1884).[4]
- 1894 год ― Никола Тесла запатентовал электрический проводник для переменных токов (патент № 514167).
- 1929 год — Ллойд Эспеншид (англ. Lloyd Espenschied) и Герман Эффель[англ.] из AT&T Bell Telephone Laboratories запатентовали первый современный коаксиальный кабель.
- 1936 год — AT&T построила экспериментальную телевизионную линию передачи на коаксиальном кабеле, между Филадельфией и Нью-Йорком.
- 1936 год — первая телепередача по коаксиальному кабелю с Берлинских Олимпийских игр в Лейпциге.
- 1936 год — между Лондоном и Бирмингемом почтовой службой (теперь компания BT) проложен кабель на 40 телефонных каналов.
- 1941 год — первое коммерческое использование системы L1 в США компанией AT&T. Между Миннеаполисом (Миннесота) и Стивенс Пойнт (Висконсин) запущен ТВ-канал и 480 телефонных каналов.
- 1956 год — проложена первая трансатлантическая коаксиальная линия, TAT-1.

## Применение
Основное назначение коаксиального кабеля — передача высокочастотного сигнала в различных областях техники:
- системы связи;
- вещательные сети;
- компьютерные сети;
- антенно-фидерные системы;
- АСУ и другие производственные и научно-исследовательские технические системы;
- системы дистанционного управления, измерения и контроля;
- системы сигнализации и автоматики;
- системы объективного контроля и видеонаблюдения;
- каналы связи различных радиоэлектронных устройств мобильных объектов (судов, летательных аппаратов и др.);
- внутриблочные и межблочные связи в составе радиоэлектронной аппаратуры;
- каналы связи в бытовой и любительской технике;
- военная техника и другие области специального применения.

Кроме передачи сигнала, отрезки кабеля могут использоваться и для других целей:
- кабельные линии задержки;
- четвертьволновые трансформаторы;
- симметрирующие и согласующие устройства;
- фильтры и формирователи импульса.

Существуют коаксиальные кабели для передачи низкочастотных сигналов (в этом случае оплётка служит в качестве экрана) и для постоянного тока высокого напряжения. Для таких кабелей волновое сопротивление не нормируется.

## Классификация
По назначению — для систем кабельного телевидения, для систем связи, авиационной, космической техники, компьютерных сетей, бытовой техники и т. д.

Затухание и передаваемая мощность коаксиальной линии в зависимости от волнового сопротивления z

По волновому сопротивлению (хотя волновое сопротивление кабеля может быть любым), стандартными являются пять значений по российским стандартам и три по международным:
- 50 Ом — наиболее распространённый тип, применяется в разных областях радиоэлектроники. Причиной выбора данного номинала была, прежде всего, возможность передачи радиосигналов c минимальными потерями в кабеле со сплошным полиэтиленовым диэлектриком[5], а также близкие к предельно достижимым показания электрической прочности и передаваемой мощности;[6]
- 75 Ом — распространённый тип:
  - в СССР и России применяется преимущественно со сплошным диэлектриком в телевизионной и видеотехнике. Его массовое применение было обусловлено приемлемым соотношением стоимости и механической прочности при протягивании, так как метраж этого кабеля значителен. При этом потери не имеют решающего значения, так как сигналы большой мощности по таким кабелям обычно не передавались.
  - В США используется для кабельных телевизионных сетей — со вспененным диэлектриком. Эти кабели имеют центральную жилу из омеднённой стали[7], поэтому их стоимость незначительно зависит от диаметра центральной жилы. Поэтому, по предположению авторов[7], причиной выбора этого номинала в США был компромисс между потерями в кабеле и гибкостью кабеля.

- 93 Ом — применялся в компьютерных сетях стандарта ArcNet.
- 100 Ом — применяется редко, в импульсной технике и для специальных целей;
- 150 Ом — применяется редко, в импульсной технике и для специальных целей, международными стандартами не предусмотрен;
- 200 Ом — применяется крайне редко, международными стандартами не предусмотрен.

По диаметру изоляции:
- субминиатюрные — до 1 мм;
- миниатюрные — 1,5—2,95 мм;
- среднегабаритные — 3,7—11,5 мм;
- крупногабаритные — более 11,5 мм.

По гибкости (стойкость к многократным перегибам и механический момент изгиба кабеля): жёсткие, полужёсткие, гибкие, особогибкие.
По степени экранирования:
- со сплошным экраном;
  - с экраном из металлической трубки;
  - с экраном из лужёной многопроволочной оплётки;
- с обычным экраном;
  - с однослойной оплёткой;
  - с двух- и многослойной оплёткой и с дополнительными экранирующими слоями;
- излучающие кабели, имеющие намеренно уменьшенную контролируемую степень экранировки.

## Обозначения

### Обозначения советских кабелей
По ГОСТ 11326.0—78 марки кабелей должны состоять из букв, означающих тип кабеля, и трёх чисел (разделённых дефисами).
Первое число означает значение номинального волнового сопротивления.
Второе число означает:
- для коаксиальных кабелей — значение номинального диаметра по изоляции, округлённое до ближайшего меньшего целого числа для диаметров более 2 мм (за исключением диаметра 2,95 мм, который должен быть округлен до 3 мм, и диаметра 3,7 мм, который округлять не следует);
- для кабелей со спиральными внутренними проводниками — значение номинального диаметра сердечника;
- для двухпроводных кабелей с проводниками в отдельных экранах — значение диаметра по изоляции, округлённое так же, как и для коаксиальных кабелей;
- для двухпроводных кабелей с проводниками в общей изоляции или скрученных из отдельно изолированных проводников — значение наибольшего размера по заполнению или диаметра по скрутке.

Третье — двух- или трёхзначное число — означает: первая цифра — группу изоляции и категорию теплостойкости кабеля, а последующие цифры означают порядковый номер разработки. Кабелям соответствующей теплостойкости присвоено следующее цифровое обозначение:
- 1 — обычной теплостойкости со сплошной изоляцией;
- 2 — повышенной теплостойкости со сплошной изоляцией;
- 3 — обычной теплостойкости с полувоздушной изоляцией;
- 4 — повышенной теплостойкости с полувоздушной изоляцией;
- 5 — обычной теплостойкости с воздушной изоляцией;
- 6 — повышенной теплостойкости с воздушной изоляцией;
- 7 — высокой теплостойкости.

К марке кабелей повышенной однородности или повышенной стабильности параметров в конце через тире добавляют букву С.
Наличие буквы А («абонентский») в конце названия обозначает пониженное качество кабеля — отсутствие части проводников, составляющих экран.
Пример условного обозначения радиочастотного коаксиального кабеля с номинальным волновым сопротивлением 50 Ом, со сплошной изоляцией обычной теплостойкости, номинальным диаметром по изоляции 4,6 мм и номером разработки 1 «Кабель РК 50-4-II ГОСТ (ТУ)*».

### Старые обозначения советских кабелей
В 1950—1960-х годах в СССР применялась такая маркировка кабелей, в обозначении которой отсутствовали значимые компоненты. Маркировка состояла из букв «РК» и условного номера разработки. Например, обозначение «РК-50» означает не 50-омный кабель, а просто кабель с порядковым номером разработки «50», а его волновое сопротивление равно 157 Ом.

### Международные обозначения
Системы обозначений в разных странах устанавливаются международными, национальными стандартами, а также собственными стандартами предприятий-изготовителей (наиболее распространённые серии марок RG, DG, SAT).

## Категории
Кабели делятся по шкале Radio Guide. Наиболее распространённые категории кабеля:
- RG-11 и RG-8 — «толстый Ethernet» (Thicknet), 75 Ом и 50 Ом соответственно. Стандарт 10BASE-5;
- RG-58 — «тонкий Ethernet» (Thinnet), 50 Ом. Стандарт 10BASE-2:
  - RG-58/U — сплошной центральный проводник,
  - RG-58A/U — многожильный центральный проводник,
  - RG-58C/U — военный кабель;
- RG-59 — телевизионный кабель (Broadband/Cable Television), 75 Ом. Российский аналог РК-75-х-х («радиочастотный кабель»);
- RG-6 — телевизионный кабель (Broadband/Cable Television), 75 Ом. Кабель категории RG-6 имеет несколько разновидностей, которые характеризируют его тип и материал исполнения. Российский аналог РК-75-х-х;
- RG-11 — магистральный кабель, практически незаменим, если требуется решить вопрос с большими расстояниями. Этот вид кабеля можно использовать даже на расстояниях около 600 м. Укреплённая внешняя изоляция позволяет без проблем использовать этот кабель в сложных условиях (улица, колодцы). Существует вариант S1160 с тросом, который используется для надёжной проброски кабеля по воздуху, например, между домами;
- RG-62 — ARCNet, 93 Ом.

### «Тонкий»Ethernet
Был наиболее распространённым кабелем для построения локальных сетей. Диаметр примерно 6 мм и значительная гибкость позволяли ему быть проложенным практически в любых местах. Кабели соединялись друг с другом и с сетевой платой в компьютере при помощи T-коннектора BNC. Между собой кабели могли соединяться с помощью I-коннектора BNC (прямое соединение). На обоих концах сегмента должны быть установлены терминаторы. Поддерживает передачу данных до 10 Мбит/с на расстояние до 185 м.

### «Толстый»Ethernet
Более толстый, по сравнению с предыдущим, кабель — около 12 мм в диаметре, имел более толстый центральный проводник. Плохо гнулся и имел значительную стоимость. Кроме того, при присоединении к компьютеру были некоторые сложности — использовались трансиверы AUI (Attachment Unit Interface), присоединённые к сетевой карте с помощью ответвления, пронизывающего кабель, т. н. «вампирчики». За счёт более толстого проводника передачу данных можно было осуществлять на расстояние до 500 м со скоростью 10 Мбит/с. Однако сложность и дороговизна установки не дали этому кабелю такого широкого распространения, как RG-58. Исторически фирменный кабель RG-8 имел жёлтую окраску, и поэтому иногда можно встретить название «Жёлтый Ethernet» (англ. Yellow Ethernet).

## Вспомогательные элементы коаксиального тракта
- Коаксиальные соединители — для подключения кабелей к устройствам или их сочленения между собой, иногда кабели выпускаются из производства с установленными соединителями.
- Коаксиальные переходы — для сочленения между собой кабелей с непарными друг другу соединителями.
- Коаксиальные тройники, направленные ответвители и циркуляторы — для разветвлений и ответвлений в кабельных сетях.
- Коаксиальные трансформаторы — для согласования по волновому сопротивлению при соединении кабеля с устройством или кабелей между собой.
- Оконечные и проходные коаксиальные нагрузки, как правило, согласованные — для установления нужных режимов волны в кабеле.
- Коаксиальные аттенюаторы — для ослабления уровня сигнала в кабеле до необходимого значения.
- Ферритовые вентили — для поглощения обратной волны в кабеле.
- Грозоразрядники на базе металлических изоляторов или газоразрядных устройств — для защиты кабеля и аппаратуры от атмосферных разрядов.
- Коаксиальные переключатели, реле и электронные коммутирующие коаксиальные устройства — для коммутации коаксиальных линий.
- Коаксиально-волноводные и коаксиально-полосковые переходы, симметрирующие устройства — для состыковки коаксиальных линий с волноводными, полосковыми и симметричными двухпроводными.
- Проходные и оконечные детекторные головки — для контроля высокочастотного сигнала в кабеле по его огибающей.

## Основные нормируемые характеристики
- Волновое сопротивление
- Погонное ослабление на разных частотах
- Погонная ёмкость
- Погонная индуктивность
- Коэффициент укорочения
- Диаметр центральной жилы
- Внутренний диаметр экрана
- Внешний диаметр оболочки
- Коэффициент стоячей волны
- Максимальная передаваемая мощность
- Максимальное допустимое напряжение
- Минимальный радиус изгиба кабеля

### Расчёт характеристик
Определение погонной ёмкости, погонной индуктивности и волнового сопротивления коаксиального кабеля по известным геометрическим размерам проводится следующим образом.
Сначала необходимо измерить внутренний диаметр D экрана, сняв защитную оболочку с конца кабеля и завернув оплетку (внешний диаметр внутренней изоляции). Затем измеряют диаметр d центральной жилы, сняв предварительно изоляцию. Третий параметр кабеля, который необходимо знать для определения волнового сопротивления, — диэлектрическая проницаемость ε материала внутренней изоляции.
Погонная ёмкость Ch (в Международной системе единиц (СИ), результат выражен в фарадах на метр) вычисляется по формуле ёмкости цилиндрического конденсатора:
{\displaystyle C_{h}={\frac {2\pi \varepsilon _{0}\varepsilon }{\ln(D/d)}},}
где ε0 — электрическая постоянная.
Погонная индуктивность Lh (в системе СИ, результат выражен в генри на метр) вычисляется по формуле
{\displaystyle L_{h}={\frac {\mu _{0}\mu }{2\pi }}\ln(D/d),}
где μ0 — магнитная постоянная, μ — относительная магнитная проницаемость изоляционного материала, которая во всех практически важных случаях близка к 1.
Волновое сопротивление коаксиального кабеля в системе СИ:
{\displaystyle Z={\sqrt {\frac {L_{h}}{C_{h}}}}={\frac {1}{2\pi }}{\sqrt {\frac {\mu \mu _{0}}{\varepsilon \varepsilon _{0}}}}\ln {\frac {D}{d}}\approx {\frac {\lg(D/d)}{\sqrt {\varepsilon }}}\cdot 138~\Omega }
(приближённое равенство справедливо в предположении, что μ = 1).
Волновое сопротивление коаксиального кабеля можно также определить по номограмме, приведённой на рисунке. Для этого необходимо соединить прямой линией точки на шкале D/d (отношения внутреннего диаметра экрана и диаметра внутренней жилы) и на шкале ε (диэлектрической проницаемости внутренней изоляции кабеля). Точка пересечения проведённой прямой со шкалой R номограммы соответствует искомому волновому сопротивлению.
Скорость распространения сигнала в кабеле вычисляется по формуле
{\displaystyle v={\frac {1}{\sqrt {\varepsilon \varepsilon _{0}\mu \mu _{0}}}}={\frac {c}{\sqrt {\varepsilon \mu }}},}
где c — скорость света. При измерениях задержек в трактах, проектировании кабельных линий задержек и т. п. бывает полезно выражать длину кабеля в наносекундах, для чего используется обратная скорость сигнала, выраженная в наносекундах на метр: 1/v = √ε·3,33 нс/м.
Предельное электрическое напряжение, передаваемое коаксиальным кабелем, определяется электрической прочностью S изолятора (в вольтах на метр), диаметром внутреннего проводника (поскольку максимальная напряжённость электрического поля в цилиндрическом конденсаторе достигается возле внутренней обкладки) и в меньшей степени диаметром внешнего проводника:
{\displaystyle V_{p}={\frac {Sd}{2}}\ln(D/d).}